# Linie 1 (Metro Madrid)

Die Linie 1 (span. Línea 1, kurz L-1) ist eine U-Bahn-Linie der Metro Madrid. Sie führt von der Pinar de Chamartín nach Valdecarros, ist 23,9 Kilometer lang und besitzt 33 Stationen. Der durchschnittliche Stationsabstand beträgt 717 Meter. Die Strecke verläuft vollständig unterirdisch. Die L-1 gehört zum Kleinprofilnetz der Metro und die Länge der Stationen beträgt 90 Meter. An neun Stationen kann zu anderen Metrolinien umgestiegen werden, an drei Stationen zur Vorortbahn Cercanías.

## Geschichte
Die Bauarbeiten an der L-1 begannen am 17. Juli 1917, knapp ein halbes Jahr nach der Gründung der Metrogesellschaft. Am 17. Oktober 1919 eröffnete König Alfons XIII. offiziell den ersten Abschnitt. Dieser führte von Sol nach Cuatro Caminos. Der fahrplanmäßige Betrieb wurde genau zwei Wochen später aufgenommen. Das neue Verkehrsmittel erwies sich von Beginn an als großer Erfolg, die Grundstückspreise entlang der Strecke stiegen stark an. Auch die Metrogesellschaft wollte von dem Immobilienboom profitieren und ließ westlich von Cuatro Caminos, am damaligen Stadtrand, einen ganzen Stadtteil errichten.
Von einer Verlängerung zum Bahnhof Atocha versprach sich die Gesellschaft ein noch höheres Fahrgastaufkommen. Dieser Abschnitt wurde am 26. Dezember 1921 eröffnet. Die Zwischenstation Progreso (heute Tirso de Molina) war so geplant worden, dass eine Zweigstrecke in Richtung Legazpi hätte gebaut werden können. Doch die Pläne wurden einige Jahre später geändert. Aus diesem Grund kreuzen sich heute die L-1 und die L-3 innerhalb weniger hundert Meter gleich zweimal; zuerst bei der Station Sol, dann noch einmal kurz nach Tirso de Molina. Am 8. Mai 1923 folgte eine nochmalige Verlängerung in Richtung Süden nach Puente de Vallecas. Die nördliche Verlängerung nach Tetuán folgte am 6. März 1929.
Am 4. Februar 1961 wurde die L-1 von Tetuán zum heutigen nördlichen Endpunkt Plaza de Castilla verlängert. Die damaligen Planungen sahen vor, die L-1 weiter zum Bahnhof Chamartín und nach Fuencarral zu verlängern; diese Verbindung wird heute jedoch von der L-10 abgedeckt. Am 2. Juli 1962 folgte am anderen Ende der Linie die Verlängerung nach Portazgo. Die Stationen an diesen neuen Abschnitten waren mit 90 Meter langen Bahnsteigen gebaut worden. Bis 1966 wurden auch die älteren Stationen, die eine Länge von 60 Metern aufwiesen, dementsprechend angepasst. So konnten längere Züge eingesetzt werden. Nicht umgebaut wurde jedoch die Station Chamberí, weil sie durch diese Maßnahme nur noch 230 bzw. 310 m von den Stationen Iglesia und Bilbao entfernt war. Die Schließung dieser Station erfolgte am 21. Mai 1966.
Ende der 1980er wurde der Bahnhof Atocha um wenige hundert Meter nach Süden verschoben. Da die bereits bestehende Metrostation nun zu weit von den Bahnsteigen entfernt lag, baute man etwas weiter südöstlich eine neue Station mit dem Namen Atocha Renfe, die am 25. Juli 1988 den Betrieb aufnahm. Die Linie wurde anschließend in zwei Etappen über Portazgo hinaus in Richtung Südosten verlängert, zunächst im April 1994 nach Miguel Hernández und schließlich am 4. März 1999 nach Congosto. An der Zwischenstation Sierra de Guadalupe entstand eine Fußgängerverbindung zur Cercanías-Station Vallecas, die ihrerseits um 500 Meter nach Osten verschoben worden war.
Im Jahr 2007 wurden kurz hintereinander drei Verlängerungen in Betrieb genommen: Zunächst am 30. März von der Plaza Castilla zum Bahnhof Chamartín, dann am 11. April von Chamartín nach Pinar de Chamartín, und schließlich am 17. Mai von Congosto nach Valdecarros.